# Buxières-sur-Arce
Buxières-sur-Arce är en kommun i departementet Aube i regionen Grand Est (tidigare regionen Champagne-Ardenne) i nordöstra Frankrike. Kommunen ligger  i kantonen Essoyes som ligger i arrondissementet Troyes. År 2022 hade Buxières-sur-Arce 107 invånare.

## Befolkningsutveckling
Antalet invånare i kommunen Buxières-sur-Arce
Referens: INSEE